# Maischberger (ARD)

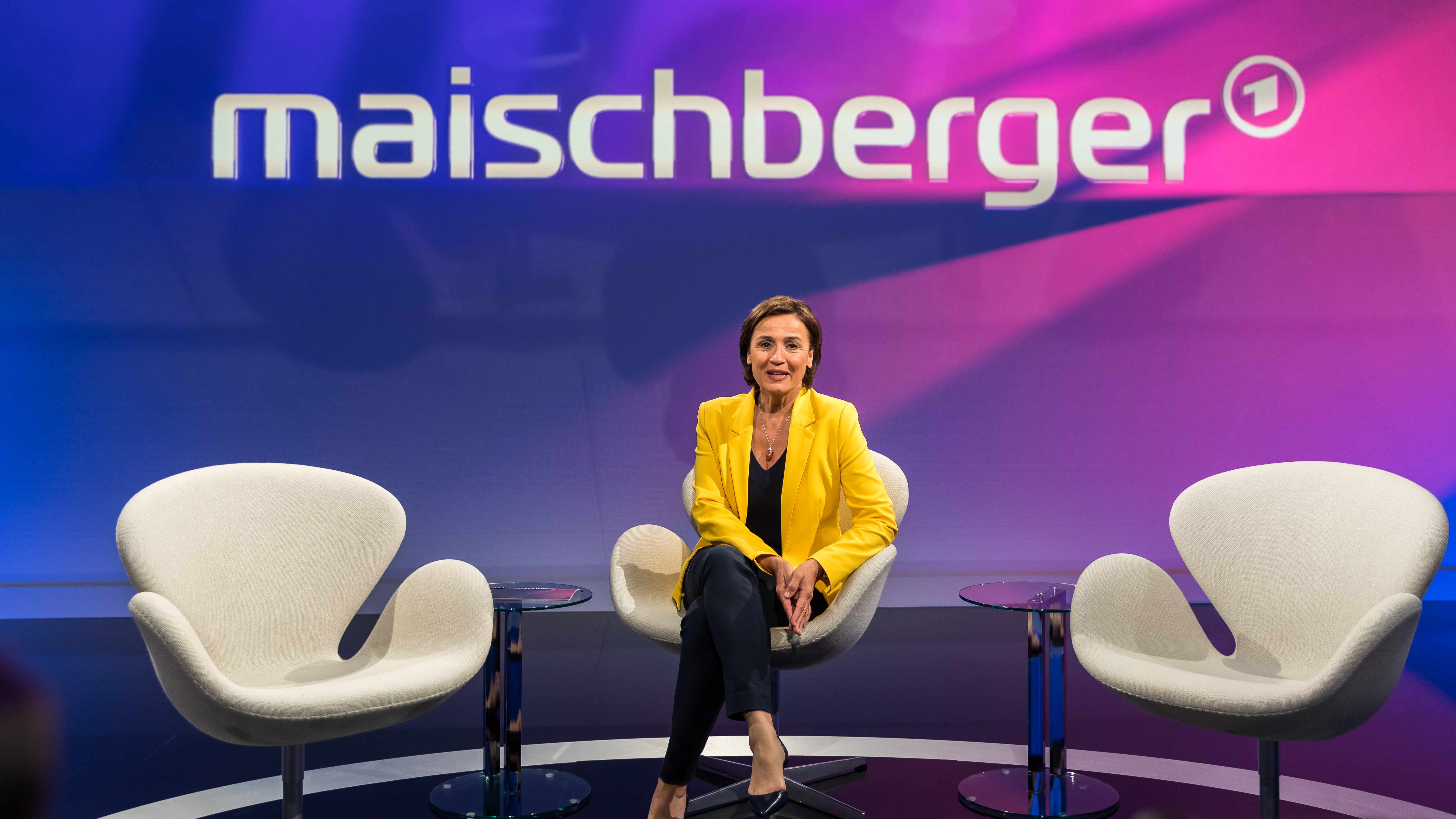
Moderatorin Sandra Maischberger im Studio

Maischberger (vormals maischberger. die woche und Menschen bei Maischberger) ist eine Talkshow, die Sandra Maischberger seit 2003 moderiert. Sie wird jede Woche dienstags und mittwochs im Ersten ausgestrahlt und auf tagesschau24 wiederholt. Das Format wird von der Berliner Firma Vincent Berlin GmbH produziert, deren Mitbegründerin und Geschäftsführerin Sandra Maischberger ist. Die Produktion erfolgt im Auftrag und gemeinsam mit dem WDR in Berlin an den Standort Berlin-Adlershof und den WDR-Studios Köln.

## Geschichte

### Entwicklung der Sendung
Die Talksendung wurde von September 2003 bis Dezember 2015 als Nachfolger von Alfred Bioleks Boulevard Bio unter dem Namen Menschen bei Maischberger dienstags um 22:45 Uhr in Köln (gelegentlich in Berlin) produziert.
Im Jahr 2007 pausierte Maischberger ihre Moderation aufgrund ihrer Schwangerschaft. Ihre Vertretung übernahmen u. a. Erich Böhme, Wolf von Lojewski, Ulrich Wickert, Frank Elstner, Alice Schwarzer und Friedrich Nowottny.
Am 13. Januar 2016 änderten sich Titel und Sendeplatz nach 475 Folgen. Seither spricht und diskutiert Sandra Maischberger unter dem Titel Maischberger mit ihren Gästen jeweils am Mittwochabend um 22:45 Uhr im Ersten – auf dem bisherigen Sendeplatz von Anne Will. Laut ARD wurde das redaktionelle Konzept der Sendung hin zu mehr politischen Themen verändert.
Am 17. November 2016 wurde die Talkshow erstmals in Form einer Publikumsdiskussion produziert. Menschen aus dem Publikum konnten sich in der Sendung spontan zu Wort melden. Neben geladenen Gästen aus ganz Deutschland waren zwei Politiker Teil der Diskussion.
Am 21. November 2017 wurde zu den gescheiterten Sondierungsgesprächen zur Regierungsbildung nach der Bundestagswahl ausnahmsweise eine Ausgabe an einem Dienstag gesendet.
Seit Juni 2019 experimentierten die Produzenten mit einem Wochenrückblick im Talkformat unter dem Titel maischberger. die woche (eigene Schreibweise). Das neue Format unterscheidet sich von dem vorherigen Konzept dadurch, dass die Moderatorin mit den Gästen nicht mehr über ein Thema, sondern über eine Auswahl von mehreren aktuellen Themen diskutiert. Seit dem 16. Oktober 2019 wurde die Sendung dauerhaft auf das neue Konzept umgestellt. Am 11. März 2020 wurde mit maischberger. vor ort einmalig eine Sendung aus Erfurt produziert. Ursprünglich war geplant, fortan aus verschiedenen Regionen Deutschlands zu senden, wegen der COVID-19-Pandemie konnten diese Pläne schließlich nicht realisiert werden.
Seit Mai 2022 trägt die Sendung erneut den Titel Maischberger und wird seitdem zweimal pro Woche, dienstags und mittwochs, gesendet.
Ebenfalls seit diesem Zeitpunkt ist auch Markus Manig als Off-Sprecher in der Sendung zu hören.

### Produktion
Gemeinsam mit einer Partnerin und ihrem Ehemann Jan Kerhart gründete Maischberger 2000 die TV-Produktionsfirma Vincent Television GmbH, 2019 umbenannt in Vincent Productions GmbH, seither Produktion aller Medienformate, auch Menschen bei Maischberger. Die Sendung ist eine Gemeinschaftsproduktion der ARD, hergestellt vom WDR in Zusammenarbeit mit der Vincent TV GmbH. Maischberger ist ihre Geschäftsführerin. Das Team besteht aus der Verantwortlichen Redakteurin (WDR) Dr. Elke Maar, dem Herstellungsleiter (Vincent Productions GmbH) Enzo Maaß, der Redaktionsleitung (Vincent Productions GmbH) Jakob Menge und der Redaktion der Vincent Productions GmbH.

### Einnahmen
Die Einnahmen Sandra Maischbergers betrugen nach Angaben von Paulina Sternsdorf (Focus Online) 21.204 Euro für eine Show. „Das ist der Spitzenwert unter den Talkern bei ARD und ZDF.“ Die ARD soll laut Business Insider 2022 und 2023 pro Folge der Talkshow „Maischberger“ rund 140.000 Euro an die Produktionsfirma gezahlt haben, 4,7 Millionen Euro im Jahr. Sandra Maischberger soll pro Jahr 795.000 Euro an der Show verdient haben.

## Rezeption
Im Anschluss an die – umstrittene – Ausstrahlung der Sendung Auserwählt und ausgegrenzt – Der Hass auf Juden in Europa (2017), die sich in weiten Teilen auch mit dem Nahostkonflikt auseinandergesetzt hat, fand eine Debatte in der Sendung Maischberger statt. Die Autoren des Films konnten sich in der Talkrunde nicht äußern. Als „Ein Debakel für den WDR auf allen Ebenen“ und „Ein missglückter Abend für den WDR“ wurde die Talkshow kommentiert. Der WDR bot am Folgetag für die Doku und die Talkrunde einen „Faktencheck“ an. Die Süddeutsche Zeitung kritisierte, teilweise sei einfach nur eine Gegenmeinung im Faktencheck präsentiert worden.
In einem Podcast des Ökonomen Maurice Höfgen warf die Umweltaktivistin Luisa Neubauer Sandra Maischberger im Mai 2025 vor, „ein tief rechtes Framing“ in ihrer Talkshow bedient zu haben, „was nie darauf ausgerichtet war, wahrhaftig und wirklichkeitsnah über das Klima zu sprechen“. Maischberger hatte gesagt, das unter der Ampelregierung novellierte Gebäudeenergiegesetz würde von vielen Menschen als „Bevormundung“ empfunden werden. Laut Neubauer sei es eben „Talkshow-Business“, bestimmte Themen einfach nicht weiter zu vertiefen.

## Auszeichnungen
- 2016: Deutscher Fernsehpreis für Beste Talkshow
- 2019: Die Goldene Kartoffel für ihre Sendungsinhalte[18]
- 2024: Deutscher Fernsehpreis für Beste Information